# Frei Gaspar
Frei Gaspar – miasto i gmina w Brazylii, w stanie Minas Gerais. Znajduje się w mikroregionie Teófilo Otoni.